# Walking on a Rainbow
Walking on a Rainbow è il primo album in studio del gruppo Blue System, rappresentato dal musicista tedesco Dieter Bohlen. Il disco è stato pubblicato nel 1987.

## Tracce
1. Gangster Love – 4:24
2. Sorry Little Sarah – 5:12
3. She's a Lady – 4:59
4. Voodoo Nights – 3:23
5. Love Me More – 4:57
6. Emanuelle – 4:19
7. Big Boys Don't Cry – 5:05
8. G.T.O. – 3:28